# 里加斯·費雷奧斯

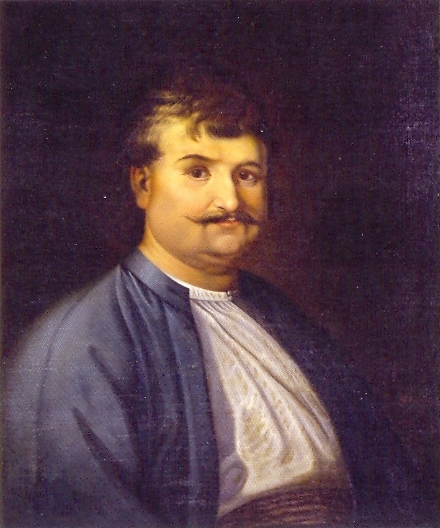
里加斯·费雷奥斯

里加斯·费雷奥斯（希臘語：Ρήγας Φεραίος，發音：[ˈriɣas fɛˈrɛɔs]，1757年—1798年6月24日），或称费勒提尼利斯（Βελεστινλής，發音：[vɛlɛstinˈlis]），出生名为安东尼斯·里加斯·费雷奥斯，是希臘作家、政治思想家和革命家，活躍於現代希臘啟蒙運動。作為反對奧斯曼帝國的巴爾幹起義的受害者和希臘獨立戰爭的先驅，费雷奥斯今天在希臘被人們視為民族英雄。

## 早年生活
费雷奥斯于1757年出生于色萨利提尔哈拉桑贾克（Sanjak of Tirhala）的一个阿罗蒙人村庄费勒提诺（Veletino）的一个富裕家庭。据部分历史学家称，其家庭来自于另一个阿罗蒙人村庄佩利沃里（Perivoli），但常在费勒提诺越冬（历史学家对此有争议，部分历史学家称没有证据能证明费雷奥斯的家庭来自于佩利沃里，且其就是希腊人而非阿罗蒙人）。传记作家莱安德罗斯·弗拉努西斯（Leandros Vranoussis），其关于费雷奥斯的传记是此类作品中质量最高的，认为费雷奥斯一家是一个长期居住在费勒提诺的希腊人家庭。
据费雷奥斯的同乡克里斯托佛洛斯·佩拉伊沃斯（Christoforos Perraivos）称，费雷奥斯先在安佩拉基亚（Ampelakia）接受了初等教育，后又在皮利翁山区的扎戈拉村接受了高等教育（费雷奥斯所读学校的遗址现在仍保存完好）。
在毕业之后，他在邻近的一个名为基索斯（Kissos）的村庄担任教师,并与奥斯曼帝国在当地的势力作斗争。在他20岁时，因为杀死了一个重要人物，他被逼上了奥林匹斯山，在那里加入了由斯皮罗斯·泽拉斯（Spiros Zeras）领导的民兵。在这不久之后，他前往阿索斯山投靠当地的修道院，并被院长科斯马斯（Cosmas）收留。其后他又前往君士坦丁堡，在那里他成为了易普息兰梯的秘书。
在到达瓦拉几亚首都布加勒斯特后，他重操旧业，学会了好几种语言，并最终在瓦拉几亚大公尼古拉·马夫洛吉尼斯（Nicholas Mavrogenes）处谋得了一个文员的职位。在俄土战争爆发后，他被派往克拉约瓦监视军队。在那里他与一个奥斯曼军官，后以其叛逆而闻名的维丁帕夏奥斯曼·帕兹万特奥卢（Osman Pazvantoğlu)建立了友好的关系。后者因他而免于因其错误而被马夫洛尼吉斯处死。在这段时间，他了解了法国大革命，并因此而相信通过相同的过程，在奥斯曼帝国统治下的基督徒也可以决定自己的命运。为了达成这一目标，他与希腊正教主教及游击队领袖们会面以期发动一场起义。在其雇主马夫洛吉尼斯死后，他返回布加勒斯特，担任法国领事的翻译（Dragoman）。在这段时间，他以拜伦的改编“起来，希腊人的骄儿们（Sons of the Greeks, Arise）”为蓝本，将《马赛曲》翻译为希腊语。

## 在维也纳
1793年左右，费雷奥斯前往神圣罗马帝国首都维也纳寻求拿破仑对其事业的支持（费雷奥斯送给了他一个用生长在一座阿波罗神庙遗址上的月桂树树根做成的鼻烟盒）并最终获准在威尼斯与意大利野战军（Army of Italy）指挥官见面。维也纳，他主编了份希腊语报纸《日报》（Efimeris），并出版了一张大希腊的地图，地图不仅包括君士坦丁堡，还包括许多希腊人并不占优势的地方。他还出版了许多包括《人权和公民权宣言》在内，基于法国大革命意识形态的宣传册，这些宣传册主张在巴尔干半岛发动叛乱反抗奥斯曼帝国，并在鲁米利亚、安纳托利亚、亚该亚、摩尔达维亚及瓦拉几亚实行宪政。他还出版了三个由雷蒂夫撰写的故事的希腊语版本，其他很多外国文学作品，以及一部遗作，在1814年于雅西出版的诗集。

## 死亡
在前往威尼斯与意大利野战军指挥官见面时，一个名为德米特里乌斯·奥伊科诺莫斯·科扎尼特斯（Demetrios Oikonomos Kozanites）的希腊商人背叛了他，导致其旅行证件被没收，本人也在的里雅斯特被奥斯曼帝国的盟友奥地利逮捕（奥地利担心法国大革命会导致其统治下的地区社会动荡，不久之后便组建了神圣同盟）。奥地利把他交给了驻扎在贝尔格莱德的奥斯曼行政长官，他在那里被投入监狱，饱受折磨。之后他被押往君士坦丁堡等待苏丹塞利姆三世的裁决。在押解途中，为防止他被其朋友帕兹万特奥卢解救，他及他的五个共犯被掐死，尸体也被扔进了多瑙河。

## 观点及影响

### 观点
为了向同时代的人宣传其爱国主义的主张，费雷奥斯倾向于使用通俗希腊语而非纯正希腊语。
费雷奥斯对奥斯曼帝国在希腊的残酷统治不满，在这种统治下，年龄在五至十五岁之间的儿童被征入军队，行政机构混乱不堪，还存在着系统性压迫（如限制希腊语及希腊历史的教学，将教堂征用并改为清真寺，甚至是骑在马背上）。

### 影响
许多费雷奥斯所著的关于希腊历史的书籍及诗歌都受欢迎，其中最著名的是《战歌）。在《战歌》中，他写道：“以一个自由人的身份活上一小时，要好过以奴隶和犯人的身份活上四十年”，并敦促希腊人及其他生活在希腊还有巴尔干的正教徒，还包括对苏丹统治不满的穆斯林，离开被奥斯曼占领的城镇，逃往自由自在的山上，组织起来与奥斯曼的暴政作斗争。值得注意的是，在《战歌》中，费雷奥斯并没有使用“希腊人”一词，而仍旧使用的是“罗马人”，及基督徒或东罗马帝国的国民一词。
他的牺牲给他的共和主义意识形态蒙上了一层英雄主义的色彩，并揭示了希腊的解放只能通过政治上的改革而达成。一名名为“无名希腊人（Annymous Greek）”的人写下了《希腊性的法律》（Hellenic Monarchy/The Greek Rule of Law），并将这部象征着奥斯曼帝国社会对立愈发严重的。动乱的拿破仑时代的希腊共和主义的著作献给了为拯救希腊而牺牲的费雷奥斯。
为了纪念他，雅典大学在入口处树立了一座他的雕像，贝尔格莱德也有一条以他名字命名的街道。直到一战时，以他的名字命名的街道都是贝尔格莱德唯一一条以非塞尔维亚族人命名的街道。
希腊共产党（国内派）也以“里加斯·费雷奥斯”命名其青年翼，由其分裂出的希腊共产党（国际派）-革新左翼的青年翼也名为“里加斯·费雷奥斯-第二泛希腊“。
其画像被印在1996-2001年的希腊200德拉克马纸币背面。1998年，其诞辰200周年纪念硬币发行。其画像还出现在希腊10分欧元硬币上。

## 流行文化
尼科斯·希达基斯（Nikos Hydakis）和马诺利斯·拉苏利斯（Manolis Rasoulis）写有关于他的一首名为《Etsi pou lés，Riga Feraio》的歌曲，由拉苏利斯演唱。歌手克里斯托斯·列昂提斯（Christos Leontis）曾将《战歌》谱成曲，并于1970年代由克里特人尼科斯·希洛里斯（Nikos Xylouris）演唱。